# Шарольта Ковач
Шарольта Ковач (угор. Kovács Sarolta; (12 березня 1991 , Тапольця ) — угорська спортсменка, яка виступає в сучасному п'ятиборстві. Чемпіонка світу в особистому та командному заліку. Учасниця трьох олімпіад (2012, 2016 та 2020), бронзовий призер літніх Олімпійських іграх 2020 року.

## Спортивна кар'єра
У 2016 році Шарольта Ковач несподівано стала переможцем чемпіонату світу з сучасного п'ятиборства в особистому заліку, хоча пропустила більшу частину сезону змагань через травму. Чемпіонат проходив у Москві, де раніше вона виграла срібло чемпіонату світу 2011 року.
Шарольта Ковач також входила до складу угорських команд, які здобули золото на чемпіонатах світу в 2016 році з Жофією Фельдхазі та Тамарою Алексєєв, а також у 2017 та 2018 роках з тими ж подругами по команді та бронзу у 2015 році (знову з Фельдхазі та Алексєєв). Вона входила до складу угорських команд, які здобули золото в жіночій естафеті на чемпіонаті світу 2011 року (з Лейлою Денешеї та Адрієнн Тот) та срібло у тому ж змаганні на чемпіонаті світу 2013 року (з Фельдхазі та Денешеї).
На європейському рівні Ковач виграла особисте срібло у 2017 році та бронзу у 2018 році. У командному заліку вона виборола золото в жіночій естафеті в 2011 році (з Тотом і Денешеї), бронзу в змішаній естафеті в 2017 році (з Робертом Каса) та 2018 році (з Бенце Деметером), золото у жіночому командному заліку в 2011 (з Той і Денешеї) та 2018 роках (з Фельдхазі та Алексєєв), а також бронзу в тому ж заліку в 2012 році (з Той і Денешеї).
На дебютних для себе літніх Олімпійських іграх 2012 року в Лондоні показала 33-й результат, на Іграх 2016 року в Ріо-де-Жанейро була 16-ою, на Олімпійських іграх 2020 року в Токіо змогла здобути бронзову медаль.